# Abseudrapa
Abseudrapa — рід еребід з підродини совок-п'ядунів, представники якого поширені в Конго.

## Систематика
У складі роду:
- Abseudrapa lancinata Berio, 1956
- Abseudrapa metaphaearia Walker, 1869